# Martyrium der Liebe
Martyrium der Liebe ist ein US-amerikanisches Stummfilmdrama aus dem Jahr 1923 von Maurice Tourneur mit Richard Dix und Mae Busch in den Hauptrollen. Der Film wurde von der Goldwyn Picture Corporation produziert und basiert auf dem Roman The Christian; a Story und dem Bühnenstück The Christian; a Drama in Four Acts von Hall Caine.

## Handlung

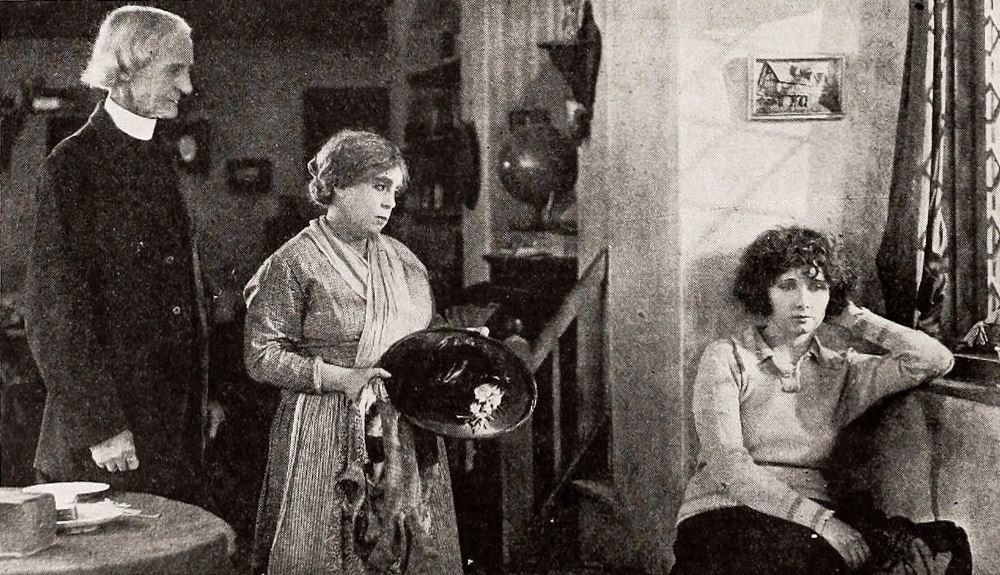
Szenenfoto mit Joseph J. Dowling, Beryl Mercer und Mae Busch (v. l. n. r.)

Glory Quayle und John Storm, die seit ihrer Kindheit auf der Isle of Man ein Liebespaar sind, gehen nach London. Glory will Krankenschwester werden und John in ein Kloster eintreten. Stattdessen wird Glory ein Theaterstar, und John bricht seine Gelübde, weil er seine Liebe zu ihr nicht vergessen kann. Lord Robert Ure, der Glorys Freundin Polly Love bereits betrogen hat, hetzt die Londoner Bevölkerung gegen John auf und behauptet, John habe vorhergesagt, dass die Welt am Vorabend des Epsom Downs Derby untergehen werde. John will Glory töten, um ihre Seele zu retten, aber stattdessen überzeugt sie ihn von ihrer Liebe. Verwirrt läuft John auf die Straße, wird von einem wütenden Mob tödlich verletzt, heiratet dann Glory, bevor er in ihren Armen stirbt.

## Hintergrund
Die Goldwyn Pictures Corporation gab am 1. April 1922 bekannt, dass der französische Regisseur Maurice Tourneur Szenen für den Film in England drehen würde, insbesondere in London und auf der Isle of Man. Die Gruppe würde noch im selben Monat abreisen und „für etwa zwei Monate weg sein“. Am 15. September 1922 wurde berichtet, dass die Dreharbeiten nach viermonatiger Drehzeit vor Kurzem beendet worden seien.
Charles Dorian arbeitete als Regieassistent.

## Veröffentlichung
Die Premiere des Films fand am 14. Januar 1923 in Kansas City statt. 1924 kam er in Österreich in die Kinos.

## Kritiken
Der Kritiker der The New York Times befand, der Film sei eine rührende Produktion. Einige der Szenen seien wunderschön, andere so bedeutsam oder so voller stürmischer Action, dass sie jeden Widerstand und sogar den Wunsch, ihnen zu widerstehen, der bei Zuschauern aufkommen könnte, die gegen Moralpredigten auf der Leinwand voreingenommen sind, brechen. Und bei der Herstellung dieser Szenen hatte Regisseur Tourneur die Unterstützung einer fähigen Besetzung.

## Auszeichnungen
1923 wurde der Film mit drei Photoplay Awards für den Monat März ausgezeichnet. Der Preis wurde in den Kategorien Bester Film und Beste Darstellerin (Mae Busch und Phyllis Haver) gewonnen.